# Mór Jókai
Mór Jókai (hongarès: Jókai Mór)  (Komárno, 18 de febrer de 1825 - Budapest, 5 de maig de 1904) també conegut com a Mauritius, Maurus o Maurici Jókai, fou un un noble, escriptor, novel·lista, dramaturg i revolucionari hongarès. Va escriure més de 300 obres en diversos gèneres, tot i que la seva fama va arribar arran dels seus romanços històrics. Entre d'altres destaquen: A Sárga Rózsa, Aranyember i Janicsárok végnapjai. Mór Jókai, va ser un participant actiu i una personalitat destacada en l'esclat de la revolució liberal hongaresa de 1848 a Pest, fins i tot va arribar a ser membre del parlament d'Hongria.
Les novel·les romàntiques de Jókai es van fer molt populars entre l'elit de l'Anglaterra de l'època victoriana; sovint se'l va comparar amb Dickens a la premsa britànica del segle xix. Un dels seus fans i admiradors més famosos va ser la mateixa reina Victòria.

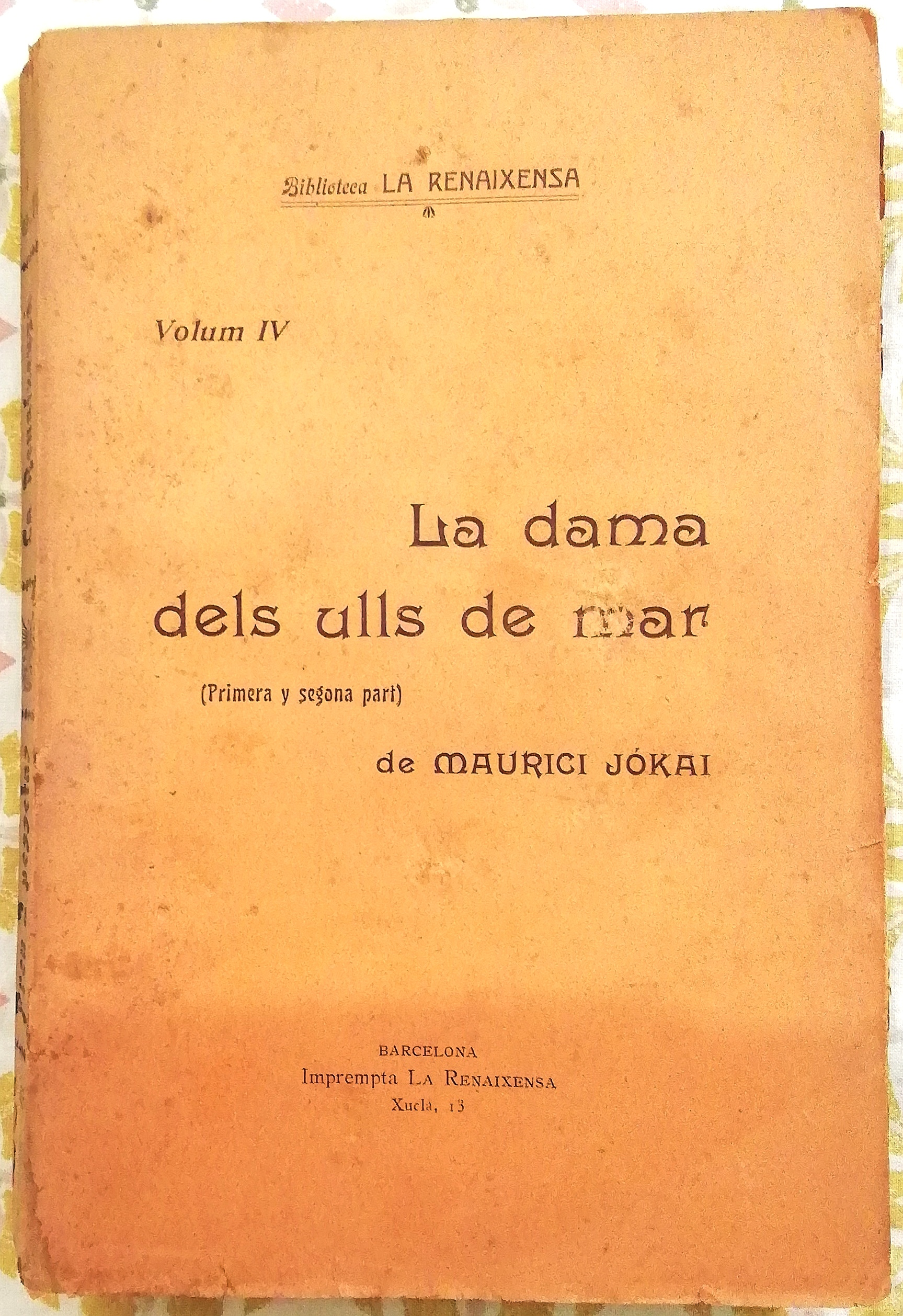
La Dama dels Ulls de Mar (títol original: A tengerszemű hölgy), novel·la de Mór Jókai traduïda al català i publicada a Barcelona l'any 1903

Hongria va emetre tres segells en el seu honor, tots l'1 de febrer de 1925.